# 峻青
峻青（1922年4月20日—2019年8月19日），原名孫儒杰，字俊卿，男，山東海陽人，中國現代文學家、出版家。其作品多富有革命斗争的色彩，且洋溢着豐富的革命乐观主义和革命理想主义的精神。

## 生平
1922年孙俊卿於山东海阳出生。幼年家贫，只读了几年小学，十三岁即做童工。抗日战争爆发后，在地方抗日民主政府从事教育和群众工作。1941年参加革命工作，並於該年写出第一部作品《风雪之夜》，1945年至1948年任胶东区党委机关报《大众报》记者和新华社前线记者，1946年加入中国共产党，同年其短篇小说《血衣》和《黎明的河边》分別获胶东文协二等奖和上海蜂花杯奖。1949年任中南广播电台编委兼宣传科长。戰後開始担任文艺界的领导工作，後於1955年加入中国作家协会，但因文化大革命的影響而被逼害，差點不能再寫作，最後在四人幫的粉碎下才重新執筆。1981年在繼續寫作的情況发起创办《文学报》并主持该报的工作。現任上海作家协會副主席，並繼續寫作。

## 作品
- 《马石山上》（短篇小说集）1952，中南文艺出版社
- 《女英雄孙玉敏》（报告文学）1953，中南文艺出版社
- 《水落石出》（短篇小说）1955，文化
- 《黎明的河边》（短篇小说集）1955，新文艺
- 《最后的报告》（短篇小说集）1956，中青
- 《欧行书简》（散文集）1956，新文艺
- 《胶东纪事》（短篇小说集）1959，人文
- 《海燕》（短篇小说集）1961
- 《秋色赋》（散文集）1963
- 《党员登记表》（电影剧本）1964
- 《怒涛》（短篇小说集）1978，解放军文艺
- 《峻青小说选》（短篇小说集）1981，四川人民
- 《海啸》（长篇小说）1981，中青
- 《雄关赋》（散文集）1982，花山
- 《峻青散文选》1983，百花
- 《风雪》（短篇小说集）1984，辽宁少儿
- 《峻青谈创作》（文艺论文集）1984，文联
- 《沧海赋》（散文集）1985，人文
- 《屐痕集》（散文集）1986，湖南文艺

## 註解
1. 1 2 3 4  . 上海市高安居委会. 2014-02-10  [2015-02-23]. （原始内容存档于2015-02-23） （中文）.（简体中文）
2. 1 2 3 4  . 上海市人民政府侨务办公室. 2014-02-14  [2015-02-23]. （原始内容存档于2015-02-23） （中文）.（简体中文）
3. ↑   (PDF). 香港天文台.   [2015-02-23]. （原始内容存档 (PDF)于2019-10-22） （中文）.（繁體中文）
4. ↑  .   [2014-04-25]. （原始内容存档于2016-03-04）.

## 外部連結
- 峻青：我没能写出自己真正想要的作品 （页面存档备份，存于）
- 文學會館介紹頁 （页面存档备份，存于）
- 岂无乡土恋　更念九州同——记著名小说家、散文家峻青先生